# Campo de Teste de Mísseis de White Sands

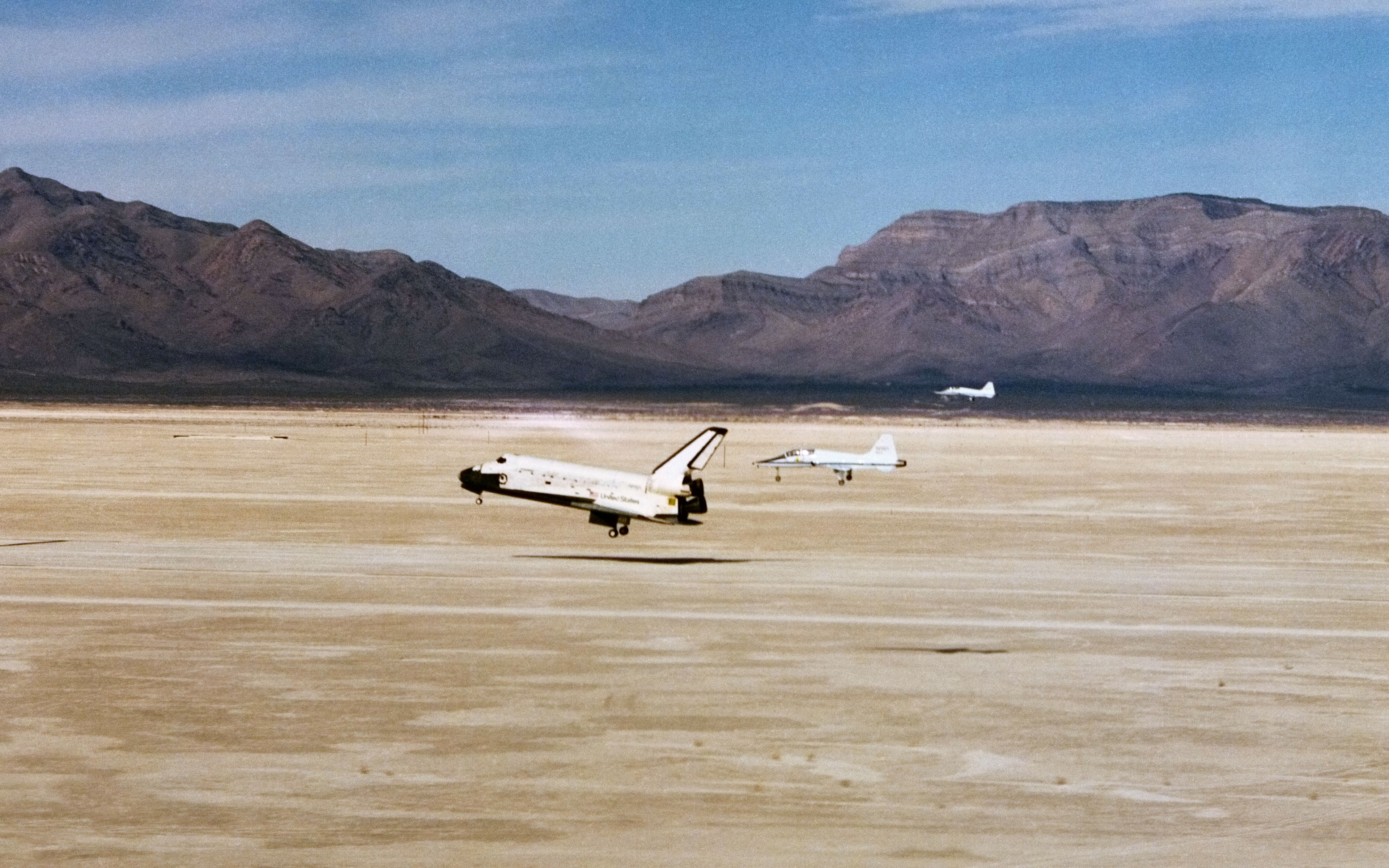
O Space Shuttle Columbia aterra no Northrup Strip.

Campo de Teste de Mísseis de White Sands (em inglês: White Sands Missile Range (WSMR)) é uma área de teste militar do Exército dos Estados Unidos e um campo de tiro localizado no estado americano do Novo México. A foi originalmente estabelecida como White Sands Proving Ground em 9 de julho de 1945.

## Eventos significativos
- A primeira bomba atômica (codinome Trinity) foi detonada em teste no Trinity Site perto do limite norte da cordilheira em 16 de julho de 1945, sete dias após o estabelecimento do Campo de Provas de White Sands.[1]
- Após a conclusão da Segunda Guerra Mundial, 100 foguetes V-2 alemães de longo alcance que foram capturados por tropas militares dos EUA foram trazidos para a WSMR. Destes, 67 foram testados entre 1946 e 1951 do local de lançamento de White Sands V-2. (Isso foi seguido pelo teste de foguetes americanos, que continua até hoje, juntamente com o teste de outras tecnologias)
- O ônibus espacial Columbia da NASA pousou na Northrop Strip em WSMR em 30 de março de 1982 como a conclusão da missão STS-3. Esta foi a única vez que a NASA usou o WSMR como um local de pouso para o ônibus espacial.[2]

## Geografia
Como a maior instalação militar dos Estados Unidos, a WSMR abrange quase 3 200 milhas quadradas (8 300 km2), incluindo partes dos condados de Doña Ana, Otero, Socorro, Sierra e Lincoln no sul do Novo México.

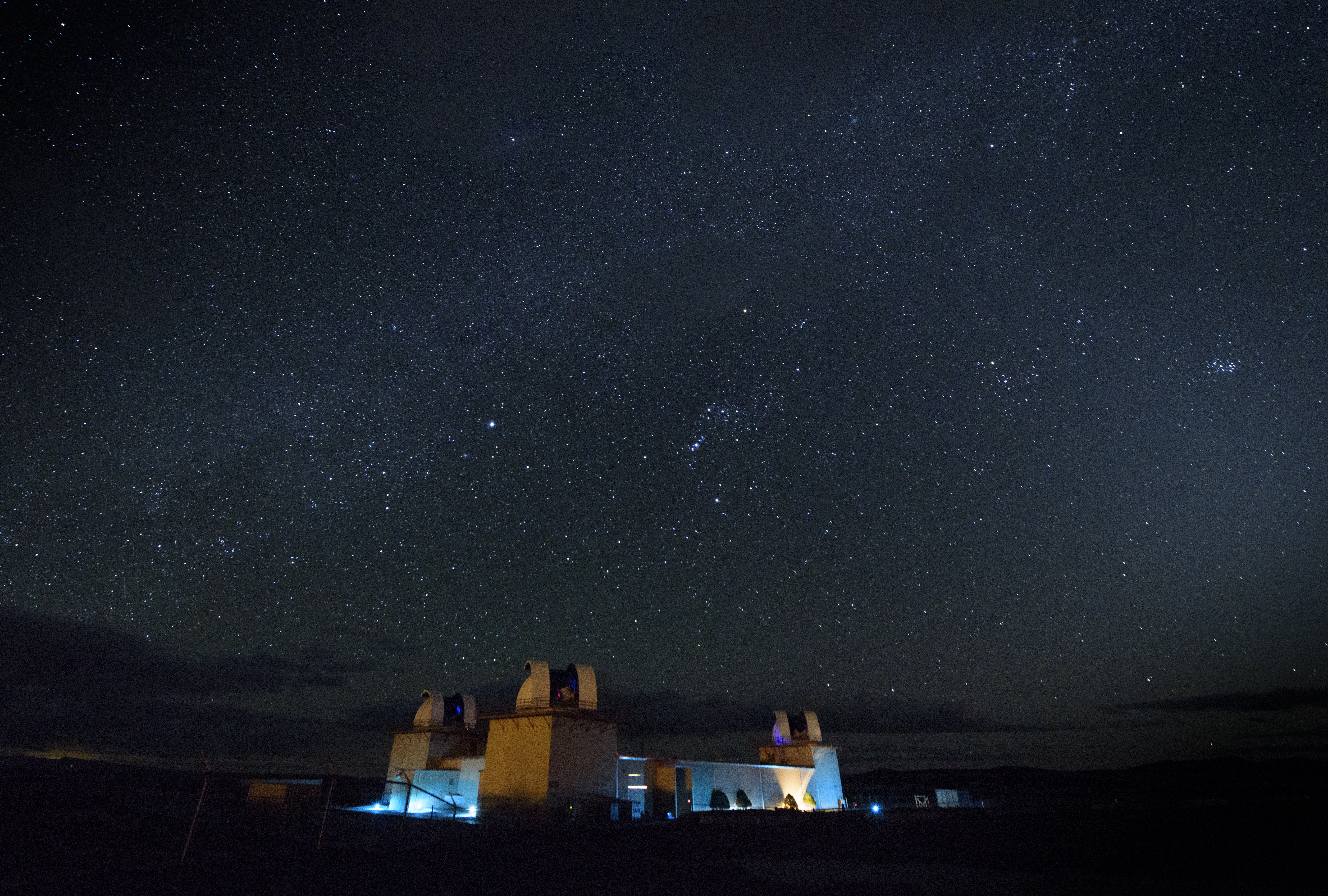
Telescópios de vigilância do espaço profundo eletro-ópticos baseados em solo realizando missões de vigilância espacial.

## Operações atuais
O Centro de Testes de White Sands, com sede na área do posto WSMR, possui filiais para sistemas táticos tripulados e radiação eletromagnética, e realiza testes de mísseis e operações de recuperação de alcance. "WSMR Main Post" inclui várias áreas menores, como a área habitacional, campo de golfe, "Navy Area" e "Technical Area". Museu WSMR oferece passeios e exposições, incluindo um foguete V-2 devolvido em maio 2004 após restauração. O Hall da Fama do Campo de Mísseis de White Sands apresenta membros como o primeiro comandante de campo, Coronel Harold Turner (1945–1947), em 1980. Um campo de tiro recreativo dentro do "portão de El Paso".
Os Centros de Contramedidas (CCM) do DoD de 1972 avaliam munições guiadas com precisão e outros dispositivos em ambientes eletrônicos de contramedidas e contramedidas. Outras operações em terra WSMR incluem o Launch Abort Flight Test Complex para o Pad Abort-1, o White Sands Launch Complex 37 construído para os testes Nike Hercules, o White Sands Launch Complex 38 construído para os testes Nike Zeus com Launch Control Building agora usado para disparos de mísseis Patriot, a instalação North Oscura Peak do Laboratório de Pesquisa da Força Aérea Directed Energy Directorate, e a estação terrestre da NASA White Sands Test Facility de 1963 para satélites de rastreamento e retransmissão de dados, e a estação terrestre SDO com duas antenas de 18 m (59 pés).